# Cultura appenninica

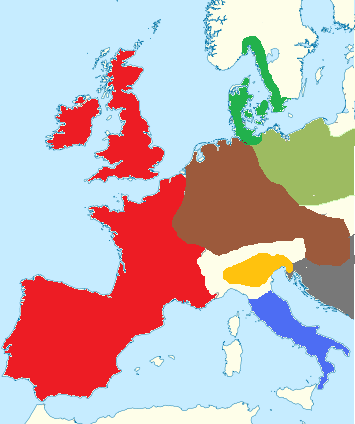
L'Europa nella media età del bronzo:
blu - Cultura appenninica
ocra - Culture padane
rosso - Culture occidentali
verde - Cultura nordica
verde chiaro - Culture nella tradizione di Aunjetitz
marrone - Cultura dei tumuli
grigio - Culture dell'Europa sud-orientale

La cultura appenninica o civiltà appenninica fu una cultura dell'Età del bronzo diffusa nell'Italia peninsulare, e in particolare nelle regioni percorse dalla dorsale degli Appennini, in Emilia-Romagna ad est del fiume Panaro, nelle isole Eolie ed in alcuni lembi della Sicilia.

## Cronologia
Cronologicamente la cultura appenninica viene suddivisa in tre fasi principali: 
- Proto Appenninico
- Appenninico
- Subappenninico:[2]

|                      | Secolo prima di cristo |
| -------------------- | ---------------------- |
| Proto Appenninico I  | XVI                    |
| Proto Appenninico II | XV                     |
| Appenninico          | XIV                    |
| Subappenninico       | XIV-XII                |

La fase appenninica piena (1400 a.C. circa) è contemporanea al periodo centrale della civiltà delle terramare in Italia settentrionale, alle culture di Thapsos e del Milazzese in Sicilia ed è compresa nel periodo caratterizzato in Sardegna dalla civiltà nuragica. Tra i ritrovamenti dei prodromi di questa cultura a Ischia e a Lipari, i residui di rame trovati in quest'ultima isola sono stati datati al carbonio 3050±200 a.C., per cui la protofase potrebbe essere anche anteriore, ma la datazione tradizionale dell'intero periodo è XVIII-XII secolo a.C.
Nel Bronzo recente si assistette alla diffusione della fase subappenninica che Salvatore Puglisi definisce così:
(Salvatore Puglisi, La civiltà appenninica, Sansoni, pag. 80)

## Cultura materiale

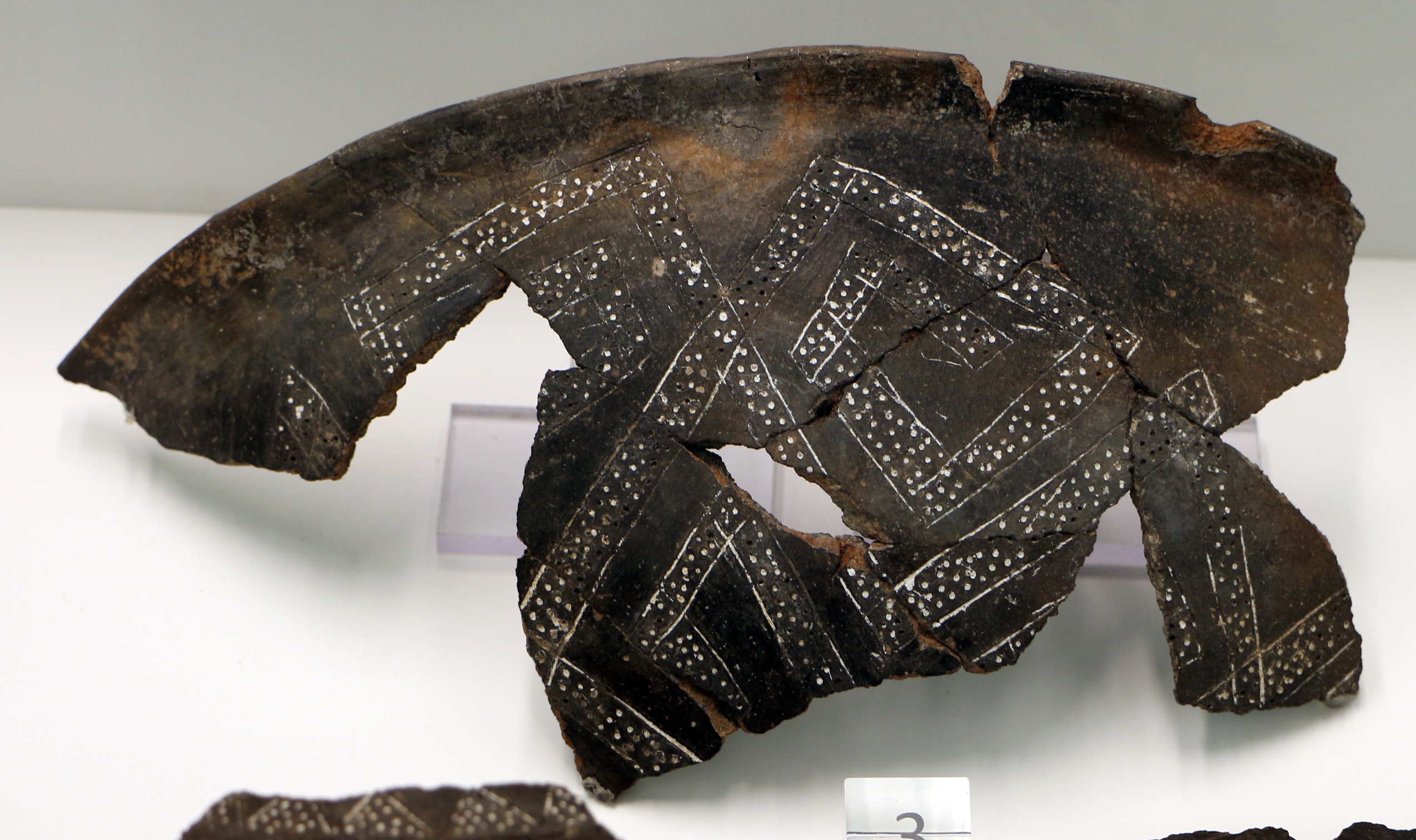
Ceramica appenninica

La cultura appenninica è caratterizzata in un primo periodo da una ceramica rozza e sono rari gli oggetti in metallo. Successivamente con la diffusione del bronzo si osserva anche una ceramica di qualità migliore decorata con una pasta biancastra a base di gesso. La facies subappenninica si contraddistingue per la perdita della decorazione incisa e lo sviluppo di anse sopraelevate e per una metallurgia simile a quella padana e transalpina.

## Economia e rapporti commerciali

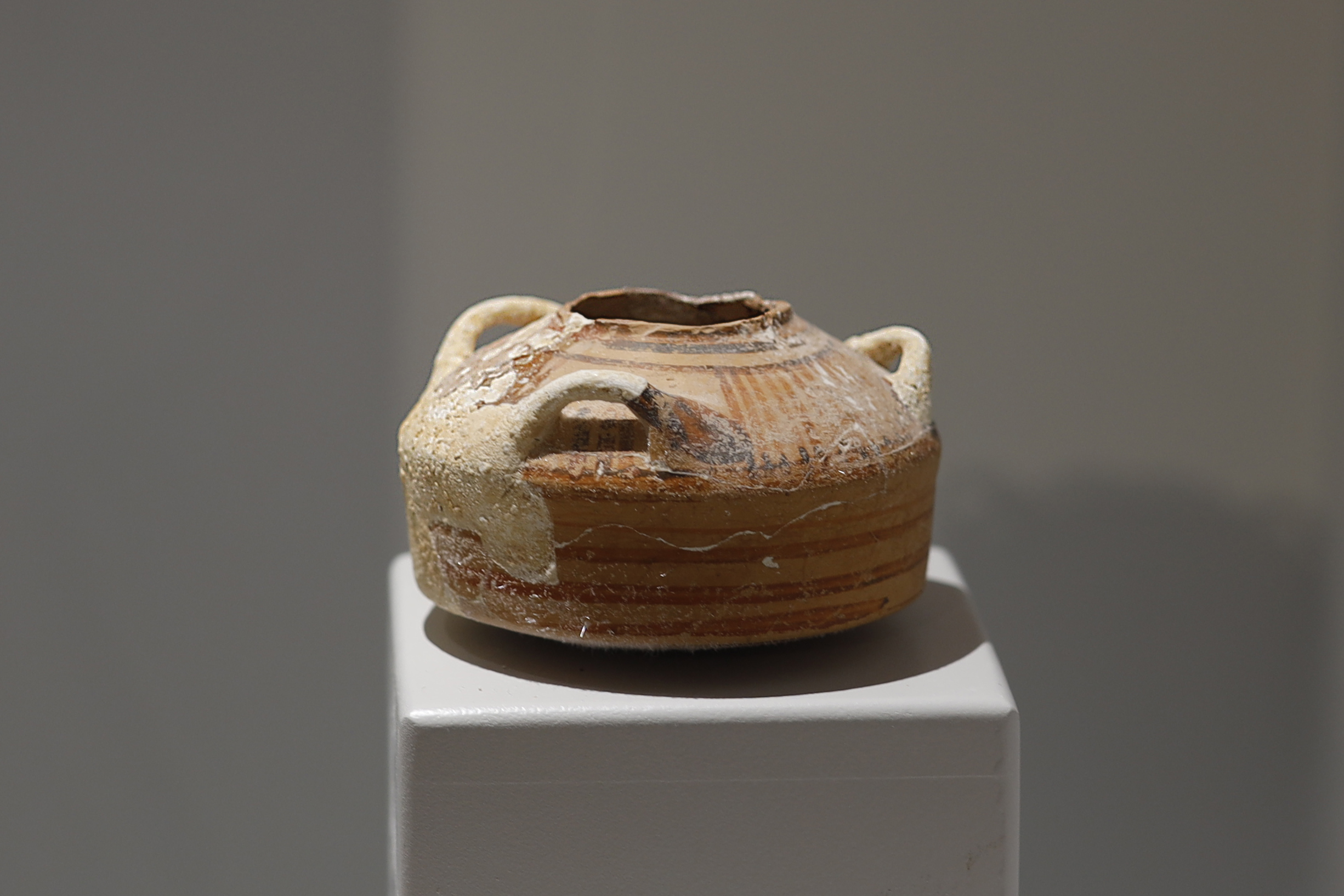
Alabastron miceneo, XIV-XIII secolo a.C., Torre Santa Sabina

I ritrovamenti di utensili legati al latte hanno permesso di ipotizzarne un carattere prevalentemente pastorale e migrazioni stagionali, con insediamenti in capanne o in ricoveri temporanei.
I rapporti con la civiltà micenea, importanti specialmente per la definizione della cronologia, sono testimoniati da frammenti di ceramiche importate.

## Aspetti funerari
I defunti erano inumati in tombe scavate nella terra, in grotticelle artificiali o in tombe dolmeniche. Tra le più grandi necropoli eneolitiche d'Italia, si segnala quella scoperta nel 2009 alla periferia sud-occidentale della città di Forlì, estesa per una superficie di circa 5000 metri quadrati. Nella fase subappeninica si diffonde in alcune aree la pratica della cremazione (Anzio, Cavallo Morto, Canosa di Puglia, Contrada Pozzillo, Torre Castelluccia).

## Etnografia

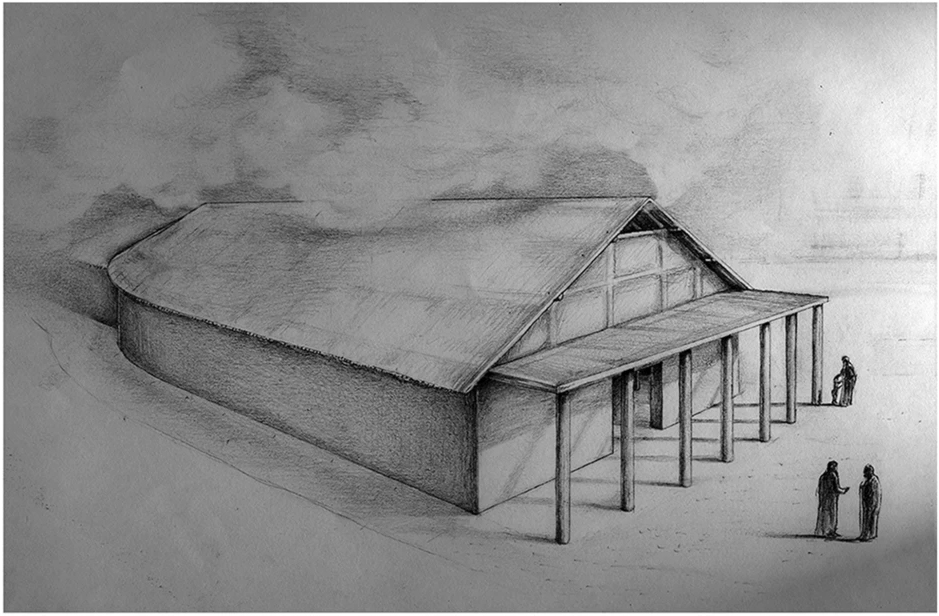
Tempio di Roca Vecchia

Nel XIX e all'inizio del 20º secolo sono state fatte diverse attribuzioni etniche alla cultura appenninica da parte di diversi teorici. Nel 20º secolo, l'etruscologo Massimo Pallottino ha respinto queste teorie in quanto troppo semplicistiche. Almeno per quanto riguarda l'Italia, ha respinto la legge Kossinna (anche lex Kossinna) dal nome di Gustaf Kossinna, che stabilisce che le lingue e i gruppi etnici devono essere identificati con i gruppi archeologici. Pertanto, Pallottino sosteneva che termini come "cultura delle Terramare" oppure "cultura degli Appennini" non hanno alcun significato etnico o linguistico.
La cultura appenninica si conclude con la diffusione della cultura protovillanoviana da nord. Questa si diffuse in tutta Italia e introdusse la cremazione; tuttavia, in Italia la cremazione esisteva accanto alla sepoltura continua. All'inizio della cultura villanoviana, erano emerse due culture regionali: quelle che praticavano sia la cremazione che la sepoltura, e quelle che praticavano solo la sepoltura. Il fiume Tevere formava una linea di demarcazione naturale. Inoltre, questo fiume separò anche i due gruppi linguistici principali: la lingua etrusca e le lingue italiche. Qualunque cosa rappresenti culturalmente il protovillanoviano, non può essere stata una lingua o un gruppo etnico unificato; pertanto, si può escludere un'invasione "italica" in questo periodo.
Pallottino presenta la visione contemporanea di come le lingue indoeuropee siano arrivate sulla riva sinistra del Tevere e a sud e a est come segue. Tre ondate di parlanti di lingue indoeuropee, che parlavano lingue strettamente imparentate, attraversarono nel tempo il Mar Adriatico in piccoli gruppi e si spostarono verso l'interno. La prima emerse nel Neolitico medio, a partire dalla cultura di vasi a bocca quadrata, e prevalse per tutto il resto del Neolitico e nel Proto- e primo Appennino. Dalla loro lingua si è poi sviluppata la lingua latina, in Italia.
La seconda ondata è associata alla civiltà micenea della tarda età del bronzo e portò gli antenati dei parlanti della lingua italica nell'Italia centrale e meridionale che prevalsero nel resto dell'Appennino. La terza ondata si verificò con la cultura protovillanoviana ed è in definitiva responsabile dei parlanti della lingua veneta. Pallottino riconosce che si tratta di un'interpretazione cauta e non provata delle evidenze linguistiche e archeologiche, ma la ritiene preferibile alla precedente visione di un'invasione di italici da nord nella cultura delle terramare, che era distinta e parallela ai primi Appennini.
Secondo questa teoria, la cultura appenninica è sempre stata praticata soprattutto da parlanti di lingue sconosciute del ramo italico dell'indoeuropeo, che in seguito hanno dato origine alle lingue storiche. Il termine "protoitaliano" è meno utile secondo Pallottino, poiché non esiste un'unica proto-lingua in Italia. Una lingua del genere sarebbe esistita sull'altra sponda dell'Adriatico (Illiria) nel Neolitico. Lo stile di vita delle popolazioni dell'Appennino è anche coerente con un'etimologia di Italia come ("terra dei vitelli" da vitulus "vitello").

## Archeogenetica
Uno studio del 2023 di Hannah M. Moots et al., ha analizzato il DNA antico di 4 individui della cultura appenninica dalla necropoli di Pian Sultano, presso Cerveteri, nel Lazio settentrionale, datati alla media età del bronzo. La componente ancestrale più importante era quella dei primi agricoltori europei e a seguire quelle dei pastori delle steppe occidentali e dei cacciatori-raccoglitori occidentali.